# Nola sogalis
Nola sogalis är en fjärilsart som beskrevs av De Toulgoët 1965. Nola sogalis ingår i släktet Nola och familjen trågspinnare. Inga underarter finns listade i Catalogue of Life.